# Geir Hartly Andreassen
Geir Hartly Andreassen (* 22. November 1971 in Bergen, Hordaland, Norwegen) ist ein norwegischer Kameramann.

## Leben
Nachdem er vor allen Dingen ab 1996 in Kurzfilmen wie Nöd ut, Barnsäng und Cuba libre als Kameramann tätig war, durfte er erst 2006 erstmals mit der schwedischen Actionkomödie Baba’s Cars und der norwegischen Sportkomödie Lange flate ballær eigenverantwortlich bei einem Spielfilm die Kamera führen. Bereits mit dem darauffolgenden Film Darling konnte er erstmals die Guldbagge, den wichtigsten schwedischen Filmpreis, für die Beste Kamera erhalten. Seine Arbeit an Max Manus wurde mit dem norwegischen Filmpreis Amanda für die beste Kamera ausgezeichnet.
Parallel zu seiner Filmkarriere zeichnete Andreassen auch für einige Werbespots als Kameramann verantwortlich. So führte er die Kamera bei Commercials von Firmen wie Statoil, ING und Dresdner Bank.

## Filmografie (Auswahl)
- 1994: Du Pappa (Lichttechnik)
- 1996: Nöd ut
- 2001: Barnsäng
- 2002: Cuba libre
- 2006: Baba’s Cars
- 2006: Lange flate ballær
- 2007: Darling
- 2008: Max Manus
- 2009: Så olika
- 2012: Kon-Tiki
- 2013: Chroniken der Unterwelt – City of Bones (The Mortal Instruments: City of Bones)
- 2015–2019: Occupied – Die Besatzung (Okkupert)
- 2017: The 12th Man – Kampf ums Überleben (Den 12. Mann)

## Auszeichnungen
Amanda
- 2009: Beste Kamera – Max Manus

Guldbagge
- 2008: Beste Kamera – Darling